# Саадуллах-паша
Саадуллах-паша (тур. Saadullah-Paşa, 1838—1891) — турецкий государственный деятель.

## Биография
Сын Эссада-паши, занимавшего высшие должности и прославившегося в качестве турецкого поэта. Был министром торговли.
В 1876 году стал первым секретарём султана Мурада V.
В 1877 году назначен послом в Берлин.
В 1878 году был турецким уполномоченным при заключении мирного трактата в Сан-Стефано и на Берлинском конгрессе.
С 1883 года состоял послом в Вене, где кончил жизнь самоубийством.

## Источник
- Саадуллах-паша // Энциклопедический словарь Брокгауза и Ефрона : в 86 т. (82 т. и 4 доп.). — СПб., 1890—1907.